# 菅野修
菅野 修（かんの おさむ、1953年5月 - ）は、日本の漫画家。

## 人物・経歴
岩手県岩手郡西根町（現：八幡平市）出身。岩手県盛岡市在住。
1971年に画家をめざして上京するが、つげ義春、白土三平、勝又進などの影響を受け漫画家を目指すようになる。
1973年に漫画雑誌『夜行3』（北冬書房）から「憂鬱デス」でデビューする。同年、『ガロ』6月号に「星の夜の物語」を掲載。
ジャズ音楽の活動経験もあり、山下洋輔トリオ盛岡公演のポスターイラストをはじめ、装幀家菊池信義の単行本のカバーイラストにも採用された。その独特な作風はマンガ界以外にもファンが多い。
2011年、沼田元氣責任編集『こけし時代』に『こけしを愛した作家たち』を連載開始。
2017年6月から『盛岡タイムス』に4コマまんが「ヒゲおじさん」を連載。
青林工藝舎発行の隔月漫画雑誌『アックス』に「メシアの海」を連載。

## 作品集

### 漫画
- 『冬哭』（1982年、北冬書房）
- 『ローカル線の午後』（1982年、青林堂）
- 『娼婦 菅野修劇画作品集2』（1984年、北冬書房）
- 『象を見た男』（1986年、北冬書房）
- 『犬泥棒の夜 菅野修作品集』（北冬書房　1990年）ISBN 978-4892890819
- 『筋子』（青林工藝舎 2009年）ISBN 978-4883793037
- 『夏の雲 菅野修作品集』（北冬書房 2009年）ISBN 978-4892891328

### エッセイ
- 『ピンクの頭』 （1988年、キリン書房）

## 雑誌特集
『アックス』第71号「特集 菅野修」青林工藝舎、2009年10月。ISBN 978-4883793013